# Zita, dans la peau de...
Zita, dans la peau de… est une émission de télévision diffusée en première partie de soirée sur la chaine M6 en 2012. L'émission est produite par Maria Roche, ancienne collaboratrice de Jean-Luc Delarue.

## Principe
La journaliste Zita Lotis-Faure vit en immersion totale, durant plusieurs semaines, le quotidien d'une femme au mode de vie particulier. Elle a préparé son concept entre 2008 et 2009 et a attendu plus de deux ans avant que l'émission soit diffusée.

## Diffusion
Initialement prévue à la rentrée 2009 sur TF1 sous le titre Zita, l'accord est annulé avant la diffusion à la suite d'une différence de point de vue éditorialiste entre TF1 et les créateurs de l'émission ; TF1 souhaitant un magazine plus axé sur le divertissement, alors que Zita et Maria Roche souhaitent adopter une approche plus journalistique. L'émission sera reprise en 2011 par M6, qui la reporte à son tour provisoirement, avant de finalement la diffuser en 2012.
- Zita dans la peau d'une femme obèse, mercredi 29 février 2012
- Zita dans la peau d'une femme de ménage, mercredi 29 février 2012
- Zita dans la peau d'une assistante vétérinaire, mardi 7 août 2012
- Zita dans la peau d'une naturiste, mardi 7 août 2012

## Réception
Le Conseil supérieur de l'audiovisuel est intervenu auprès de la chaîne M6 en raison du reportage Zita dans la peau d'une femme obèse auquel il a notamment reproché sa « complaisance dans l'évocation de la souffrance humaine ».